# Elysium Mons

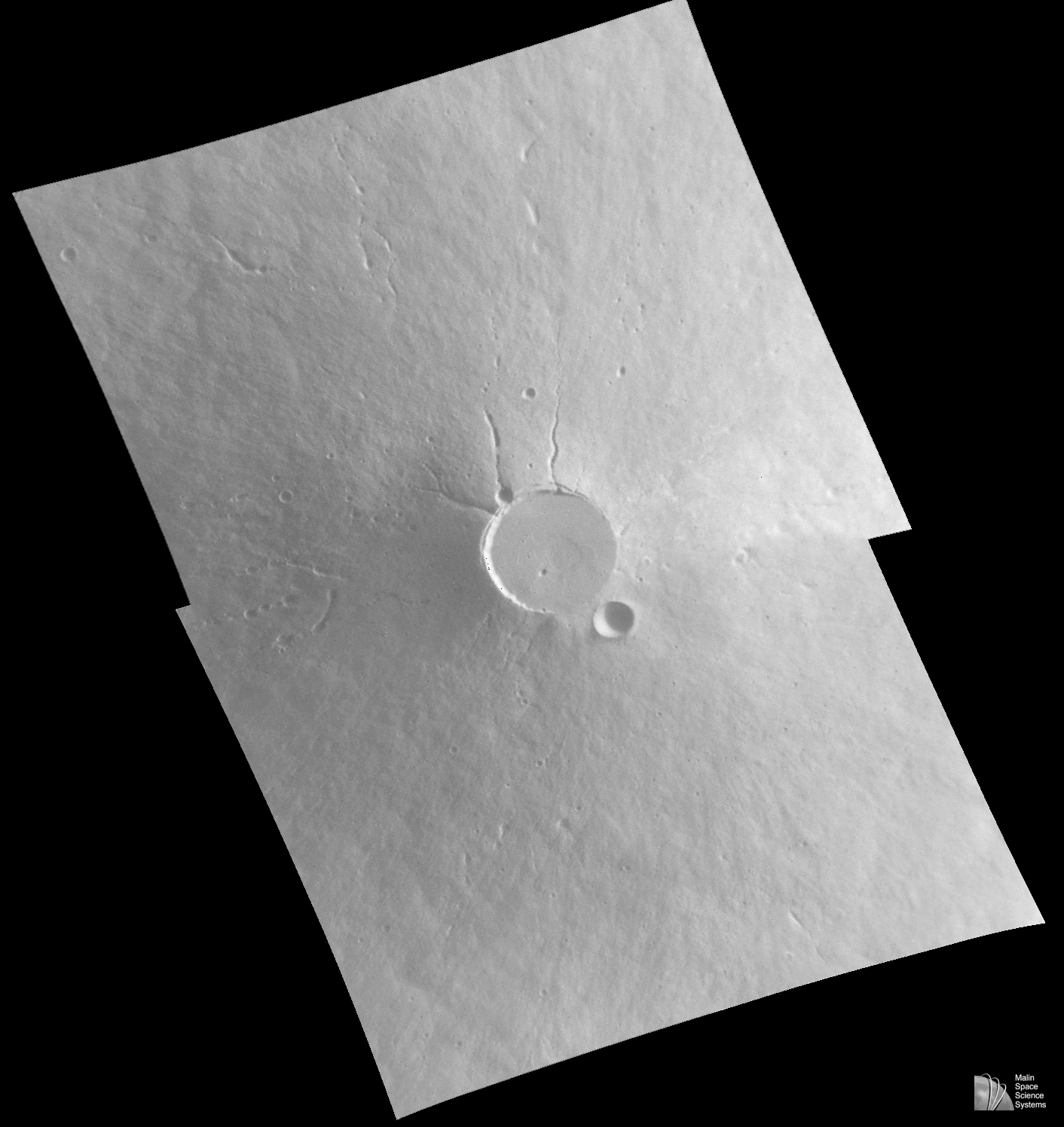
Mozaïek van foto's van de caldera van Elysium Mons, genomen door Mariner 9 op 16 oktober, 1972. Zon staat rechts, noorden is boven. Cilindrische projectie, schaal 75 m/pixel.

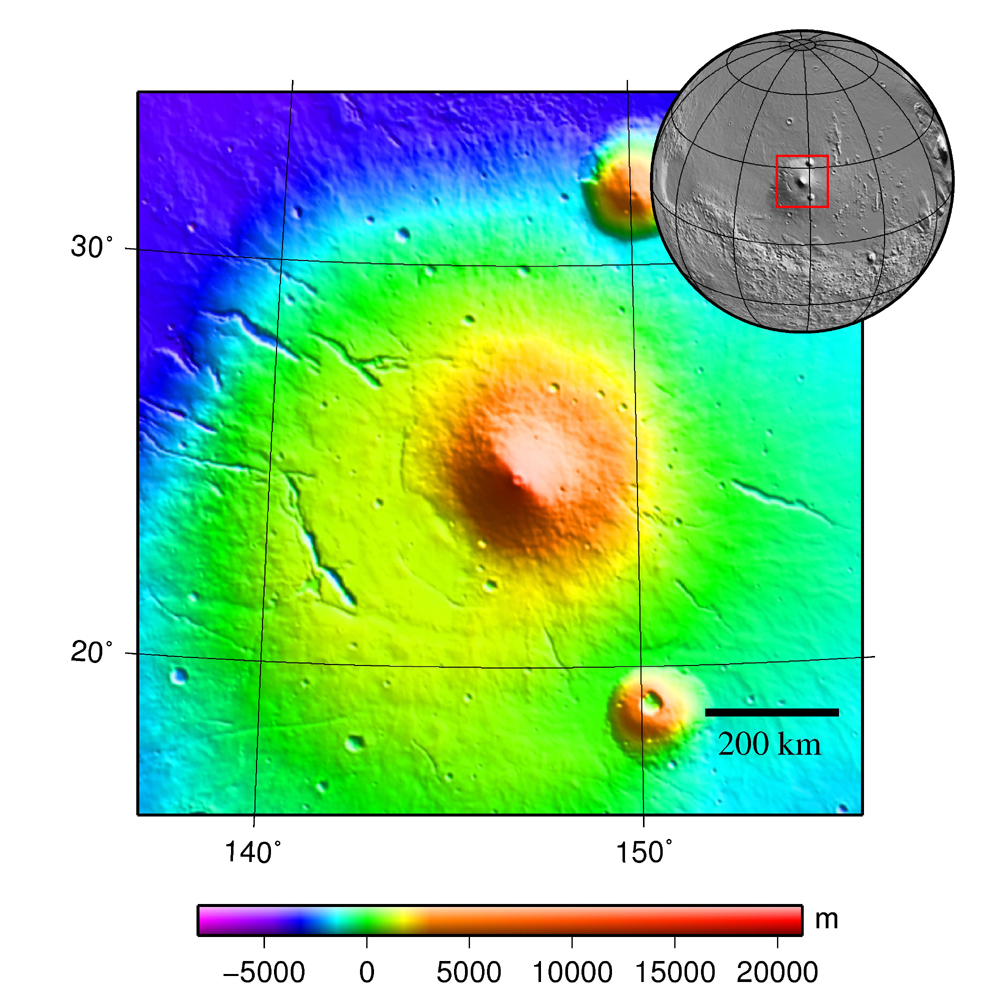
Hoogtekaart van Elysium Mons, gemaakt met gegevens van de Mars Orbiter Laser Altimeter (MOLA) aan boord van de Mars Global Surveyor (MGS)

Elysium Mons is een vulkaan op Mars gelegen in de vlakte Elysium Planitia, op 25°N, 213°W, op het oostelijk halfrond van Mars. Hij steekt ongeveer 13,9 km uit boven de omringende lavavlakte en ongeveer 16 km boven het Mars datumniveau (het gekozen nulhoogteniveau op een atmosferische druk van 610.5 Pa (6.105 mbar) bij een temperatuur van 273,16 K). De doorsnee is omstreeks 240 km, met een caldera op de top die 14 km breed is.
Daarmee is deze vulkaan kleiner dan de Tharsisvulkanen, maar vergelijkbaar met de vulkanen op Hawaï.
Elysium Mons werd ontdekt in 1972 op foto's van de Mariner 9 orbiter.

## Oppervlak
De flanken van de vulkaan hebben meer inslagkraters dan Olympus Mons, dus zijn deze waarschijnlijk geologisch ouder. Dit bleek uit kratertellingen in Viking-beelden uit 1988. Met de scherpere foto's van de Mars Global Surveyor uit 1999 schatte Hartmann de ouderdom van de lava op 600 tot 2000 miljoen jaar.

## Verwijzing
- "Elysium Mons Volcano" - NASA-beelden van Elysium Mons, geleverd door Malin Space Science Systems

## Verder lezen
- Hartmann, W. K. A traveller's guide to Mars. The mysterious landscapes of the Red Planet, Workman Publishing, New York 2003